# CA (a-kasse)
 For alternative betydninger, se CA. (Se også artikler, som begynder med CA)
CA er en a-kasse for primært civiløkonomer og lignende faggrupper med omkring 63.000 medlemmer (2019).

## Historie
CA blev ifølge Det Centrale Virksomhedsregister grundlagt i 1975 som Civiløkonomernes A-kasse, skiftede i 2006 navn til "C3, ledelse og økonomi - A-Kasse" og i 2007 til CA a-kasse.

## Medlemmer
A-kassen var i mange år forbeholdt civiløkonomer (typisk folk med en uddannelse fra en handelshøjskole eller et handelsakademi). I 2007 blev CA tværfaglig og kan i dag optage alle typer medlemmer. Fokus er dog stadig på studerende eller færdiguddannede fra handelshøjskoler og erhvervsakademier med fokus på ’business’ – dvs. folk der arbejder med eller studerer ledelse, økonomi, marketing, HR, IT o.l.

## Kontorer
CA har hovedkontor i Gentofte og derudover lokale kontorer i Aarhus, Odense, Aalborg, og Kolding.

## Repræsentantskab og bestyrelse
Repræsentantskabet er den øverste myndighed i CA. Der er valg til repræsentantskabet hvert andet år, hvor 13 ud af 26 pladser i Repræsentantskabet besættes ved en elektronisk afstemning blandt alle medlemmerne. Hvert medlem af repræsentantskabet vælges for en fireårig periode. Repræsentantskabet mødes som regel to gange om året og er med til at lægge linjen for CA’s strategi og udvikling. Det vælger også CA’s bestyrelse på fem medlemmer og to suppleanter.